# Philippe Coumel
Philippe Coumel (Lione, 3 giugno 1935 – Parigi, 18 marzo 2004) è stato un medico francese.

## Biografia
Philippe Coumel è vissuto a Parigi; ha avuto tre figli; è stato uno dei più famosi cardiologi della storia.

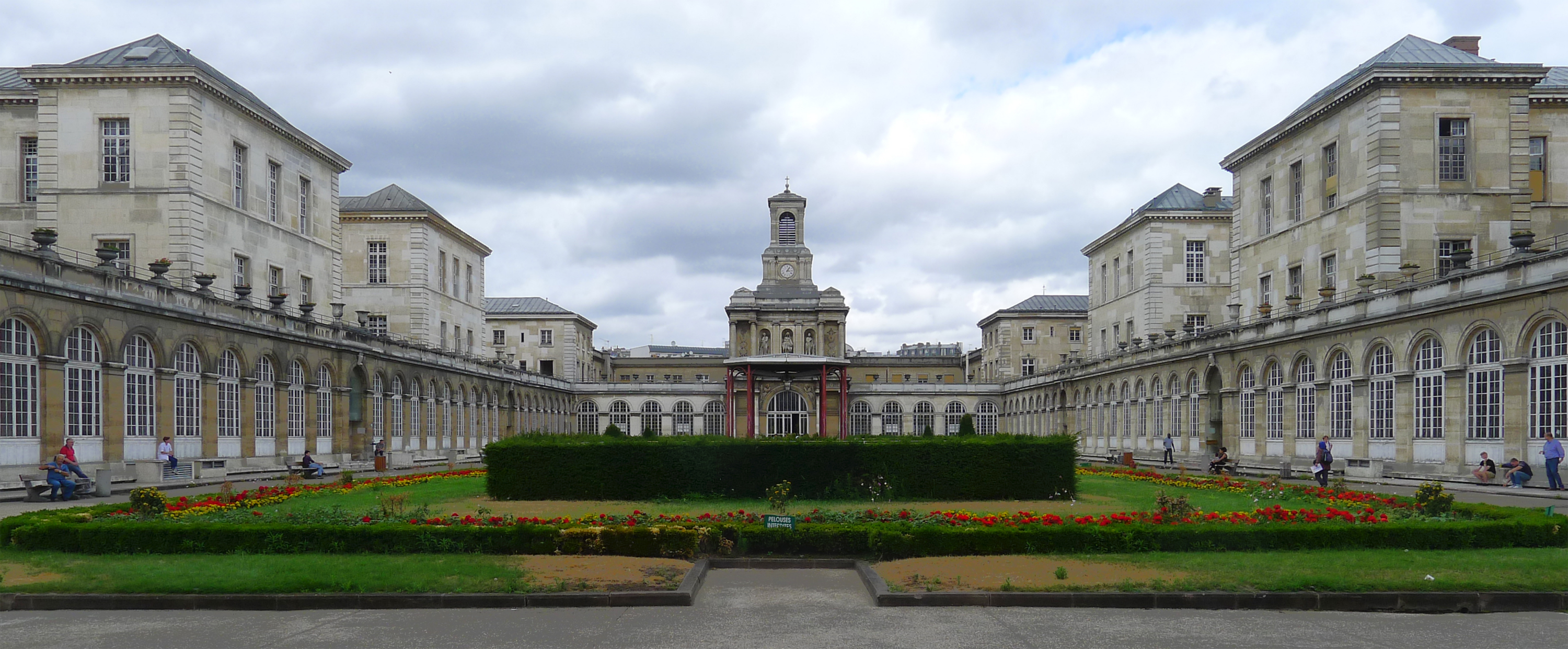
Parigi: lHôpital Lariboisière

Ha lavorato per tutta la sua vita professionale nell'Unità di Aritmologia del Dipartimento di Cardiologia dell'Hôpital Lariboisière di Parigi, del quale divenne direttore dopo Ives Bouverain e Robert Slama. È considerato uno dei padri fondatori della moderna aritmologia.
Fin dagli anni '60 studiò i meccanismi elettrofisiologici delle aritmie per mezzo della registrazione endocavitaria e della stimolazione cardiaca programmata. Egli ne introdusse la tecnica simultaneamente, ma in modo indipendente, rispetto ai ricercatori di Amsterdam, guidati da Dirk Durrer.
Molti sono i suoi contributi all'aritmologia.
La scoperta del ruolo del blocco di branca nella localizzazione anatomica del fascio accessorio di Kent durante tachicardia reciprocante atrioventricolare (prolungamento del tempo di conduzione ventricolo-atriale della tachicardia durante blocco di branca ipsilaterale alla sede della via accessoria).
Gli studi sugli effetti della componente vagale nella fibrillazione atriale “isolata” (cioè senza apparente cardiopatia strutturale sottostante): "fibrillazione atriale di origine vagale".
La descrizione della tachicardia reciprocante atrioventricolare da via anomala retrograda decrementale, che prese l'eponimo di Tachicardia di Coumel.
Insieme a Michel Mirowski eseguì il primo impianto di defibrillatore antitachicardico in Europa.
L'intuizione del meccanismo della tachicardia ventricolare catecolaminergica e della – controversa - torsade de pointes ad accoppiamento breve in pazienti con normale QT (Leenhardt syndrome).
Egli ha introdotto il concetto dei tre fattori determinanti dell'aritmogenesi (cosiddetto “triangolo di Coumel”): 1) substrato, 2) trigger e 3) fattori modulanti. Nel corso degli anni aveva notato che la tecnica di stimolazione elettrica programmata non era sufficiente a spiegare il meccanismo delle aritmie, così la affiancò alla ricerca condotta con altre tecniche come la registrazione Holter. Coumel affermava che: “Ci sono almeno tre componenti principali per la produzione d una aritmia clinica, il substrato aritmogenico, il fattore trigger e i fattori modulatori dei quali il più comune è il sistema nervoso autonomo. Il ruolo del sistema nervoso autonomo è valutato in maniera migliore con i dati provvisti dalle registrazioni Holter, una vera indagine elettrofisiologia, piuttosto che un semplice strumento per sorprendere le aritmie spontanee”.
Coumel ha intuito l'importanza degli effetti della fase di ripolarizzazione elettrica nella genesi delle aritmie (dispersione della ripolarizzazione): gli aspetti da lui chiamati dinamici dell'intervallo QT furono uno degli ultimi campi dell'aritmologia cui si è interessato. Egli suggeriva, dopo l'impetuoso sviluppo dello studio elettrofisiologico endocavitario negli anni '70 e '80, la fondazione di una “Elettrofisiologia non invasiva”, che doveva basarsi sulle registrazioni dell'elettrocardiogramma di superficie, obbligatoriamente analizzato con tecniche computerizzate e interpretato alla luce della conoscenza dei meccanismi delle aritmie, già acquisiti con le tecniche invasive. Questo metodo induttivo-deduttivo veniva considerato da lui il futuro della diagnostica aritmologica. Nel 1998 scriveva:  “Pensiamo che il futuro dell'elettrofisiologia clinica poggia sull'ECG, a condizione che lo usiamo in modo appropriato. Dobbiamo fondere insieme le metodiche computerizzate ora disponibili e la nostra migliore conoscenza dell'elettrofisiologia per sviluppare una elettrofisiologia non invasiva”
Coumel è stato autore di circa 400 pubblicazioni e 200 capitoli di trattati.
Nel 1997 ha ricevuto il “Pioneer in Electrophysiology Award” da parte della North American Society of Pacing and Electrophysiology (NASPE), come riconoscimento alla carriera.